# Édouard Delpeuch
 (novembre 2024).
Si vous disposez d'ouvrages ou d'articles de référence ou si vous connaissez des sites web de qualité traitant du thème abordé ici, merci de compléter l'article en donnant les références utiles à sa vérifiabilité et en les liant à la section « Notes et références ».
Pour les articles homonymes, voir Delpeuch.
Jean Baptiste Édouard Delpeuch le 24 juillet 1860 à Bort-les-Orgues et mort le 19 septembre 1930 à Paris, est un agrégé de lettres, professeur de rhétorique et homme politique français.

## Biographie
(décembre 2021).
Édouard Delpeuch nait à Bort-les-Orgues le 24 juillet 1860.
En 1877, Édouard Delpeuch obtient le 2e prix de version grecque au concours général des lycées et collèges de Paris et Versailles. Il est élève au lycée Charlemagne, à Paris.
Élève de l’École normale supérieure, il en sort en 1879.
Édouard Delpeuch prononce trois conférences devant le Cercle Olivaint : le darwinisme (7 février 1877), compte-rendu sur l'art d'écrire d'Antonin Rondelet (16 janvier 1878), les dialogues de Platon (10 décembre 1879).
Licencié es lettres en 1880. Agrégé de lettres en 1882.
Professeur de rhétorique à Châteauroux (1882), Bourg-en-Bresse (1882-1883), Brest (1883-1884), au Prytanée militaire de la Flèche (1884), à Caen, et enfin à Paris aux lycées Charlemagne (1886) et Condorcet (1889).
Chef de cabinet du président de la Chambre des Députés en 1885.
Nommé chef de cabinet du ministre de l'Instruction Publique, des Cultes et des Beaux-Arts, Eugène Spuller, puis, de novembre 1887 à avril 1888, Léopold Faye. Le 7 mai 1888, il représente la France à l'inauguration du musée Alaoui, actuel musée du Bardo, à Tunis, à la réalisation duquel il a veillé. Il quitte son poste en 1888.
Chef de cabinet du ministre des Affaires Étrangères, Eugène Spuller, qui le rappelle auprès de lui, puis Alexandre Ribot, de 1889 à 1890.
Élu député de la Corrèze en avril 1890 dans la circonscription de Tulle. Il est apparenté aux républicains « modérés ».
Réélu député en août 1893 dans la même circonscription, il est battu lors des élections législatives de mai 1898.
Comme député, il fait partie des commissions de l'enseignement, des chemins de fer, des crédits, du budget. Il est rapporteur de la loi sur le traitement et le classement des instituteurs en 1893. Il est rapporteur du budget de l'instruction publique en 1895.
Conseiller général du canton de Seilhac de 1890 à 1898.
Sous-secrétaire d'État au Commerce, à l'Industrie et aux Postes et Télégraphes du 23 mai 1896 au 27 juin 1898 dans le gouvernement Jules Méline.
En 1896, à son initiative, les élèves des maisons d'éducation de la Légion d'honneur sont admises, par une décision du 30 juin, à prendre part au concours des dames employées des Postes et Télégraphes, au même titre que les aides et filles des agents de cette administration. Il répondait ainsi à une préoccupation partagée cette même année avec le grand chancelier de la Légion d'honneur, le général Léopold Davoust, 3e duc d'Auerstaedt (1829-1904), pour le sort des élèves de la Légion d'Honneur se trouvant dans une situation modeste.
En 1897, il décide la désignation des correspondants téléphoniques par leur numéro, et non plus par leur nom.
Le 22 août 1897, il inaugure à Ussel, au nom du gouvernement français, le monument dédié à Marcel Treich-Laplène, explorateur et administrateur de la Côte-d'Ivoire.
Receveur - percepteur du VIIIe arrondissement de Paris de 1898 à 1910.
En 1910, Édouard Delpeuch fonde la Caisse de prévoyance des employés des recettes et perceptions de la Seine, dont il devient président. Il en sera ensuite le président d'honneur.
Parallèlement, il se consacre à la défense des idées de Gambetta et Waldeck-Rousseau. Il est président de l'association gambettiste jusqu'en 1899.
Il est également correspondant des journaux Le Matin et La Petite Gironde.
Administrateur des lycées Carnot, dont il est président de l'association des parents d'élèves, et Pasteur, à Paris.
Administrateur de la Prévoyance, société d'assurances, et de la Société Générale des constructions mécaniques.
Président de la Société des Amis du Luxembourg, créée en 1903 pour acquérir des œuvres au profit du musée royal du Luxembourg, créé par le roi Louis XVIII en 1813 pour exposer des artistes vivants, et devenue en 1946 la Société des Amis du Musée national d'art moderne, puis en 2017 les Amis du Centre Pompidou. En 1905, il préside l'assemblée générale au cours de laquelle fut créée la Société des Artistes peintres et sculpteurs, sur le modèle de la Société des Gens de Lettres et des Auteurs Dramatiques.
Vice-président du Parti Républicain Démocratique, président de la section de Neuilly-sur-Seine.
Candidat à la mairie de Neuilly-sur-Seine en 1908, en tête de la liste d'union républicaine opposée à la liste nationaliste sortante.
Vice-président de l’œuvre des "frères et sœurs de guerre" pendant la Première Guerre mondiale.
Fait chevalier de la Légion d'honneur le 31 décembre 1887 puis officier le 12 juillet 1919.
Il meurt le 20 septembre 1930 à son domicile, 4 rue Galilée, à Paris. Sa messe d'enterrement est célébrée en l'église Saint-Pierre-de-Chaillot (l'ancienne église, dont la façade donnait sur la rue de Chaillot), à Paris. L'absoute est donnée par le chanoine Pasquier, curé de la paroisse. Il est enterré au cimetière du Père-Lachaise (33e division).

## Famille
Édouard Delpeuch nait à Bort-les-Orgues le 24 juillet 1860 de Pierre Émile Delpeuch, docteur en médecine, et son épouse Marie-Caroline Ronzel.
Il est le neveu du père Léon François Delpeuch, oblat de Marie-Immaculée (1827-1897).
Son frère Armand (Armand Léon Joseph Delpeuch, 1856 - 1901), médecin des hôpitaux de Tenon et Cochin à Paris, est le gendre du neurologue Fulgence Raymond, successeur de Jean-François Charcot à l'hôpital de la Pitié-Salpêtrière.
Son frère Camille, ingénieur de l’École Centrale des Arts et Manufactures, fera carrière au sein de la Compagnie des chemins de fer de l'Est.
Sa sœur Émilie épouse Henri Doliveux, agrégé d'histoire, inspecteur général honoraire de l'instruction publique, officier de la Légion d'honneur, chevalier de l'Ordre de Léopold de Belgique, chevalier de la Croix de Charité de Serbie, Grand-croix du Nichan Iftikhar. Henri Doliveux meurt d'une crise cardiaque dans la gare de Marseille Saint-Charles.
Édouard Delpeuch épouse en premières noces, à Nîmes, Alice Spuller, née en 1864, fille de François Auguste Spuller, successivement préfet de Haute-Marne, du 5 septembre 1870 au 15 mars 1871, du Vaucluse, et de la Somme, trésorier-payeur général du Gard puis de la Côte-d'Or, dont :
- Madeleine Leroy (1889-1973)

Par sa mère, Alice Spuller est apparentée au docteur Gérard Piogey, 1820-1894, ami et médecin de Théodore de Banville et Charles Baudelaire, que Sainte-Beuve qualifiait de "véritable médecin d'hommes de lettres", dans une lettre à Baudelaire du 15 février 1866.
Après le décès d'Alice Spuller, Edouard Delpeuch épouse le 1er mars 1899 Marthe Marie Salomé Mühlbacher, fille du carrossier Louis Gustave Mühlbacher, née le 19 mai 1869, dont :
- Pierre Delpeuch, École Alsacienne, École Centrale des Arts et Manufactures (1900-1944) mort pour la France
- Françoise Landron (1901-1993)
- Jacques Delpeuch (1903-1995)
- Catherine Boutfol puis Deléage (1904-1994)

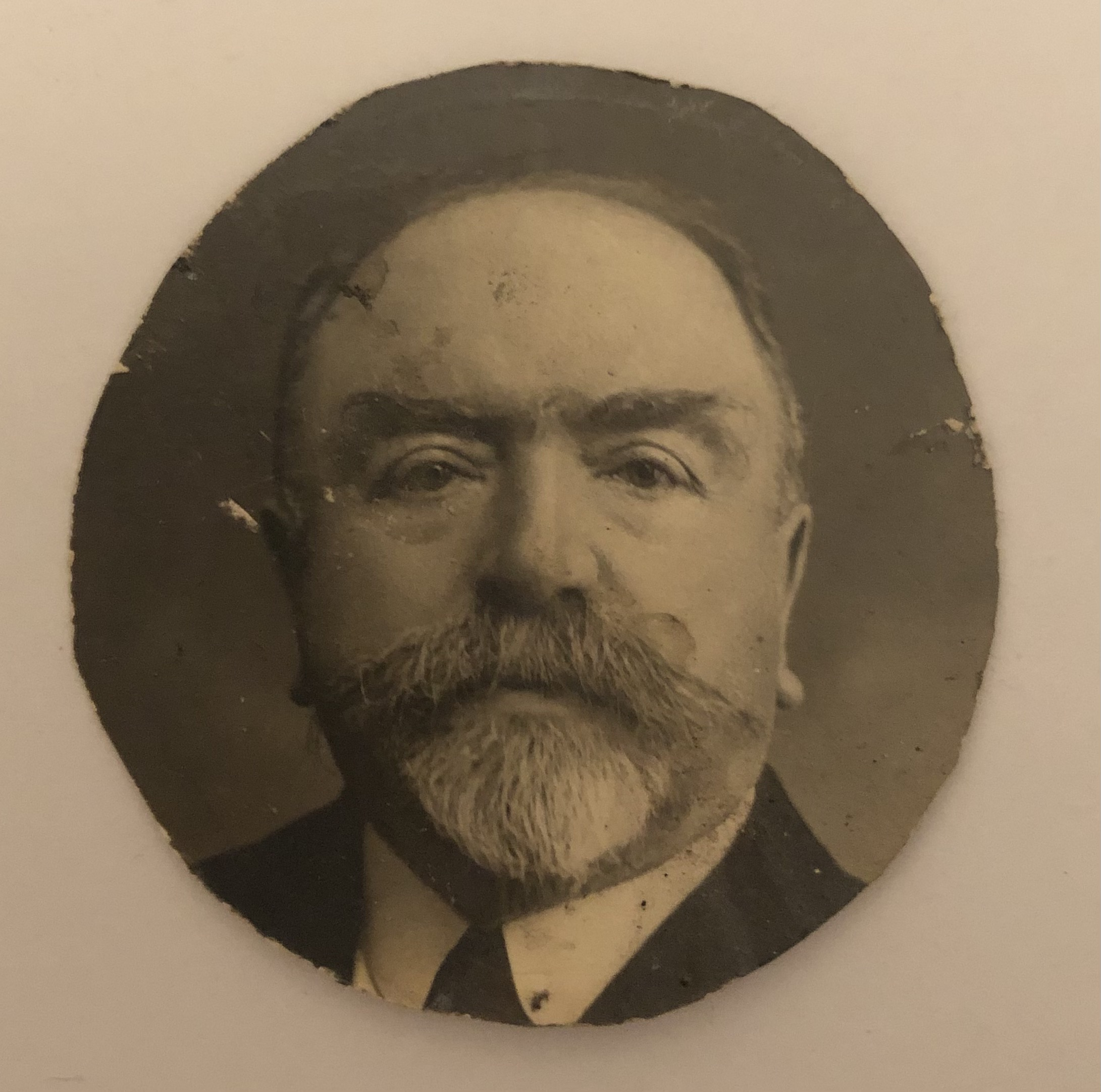
Édouard Delpeuch

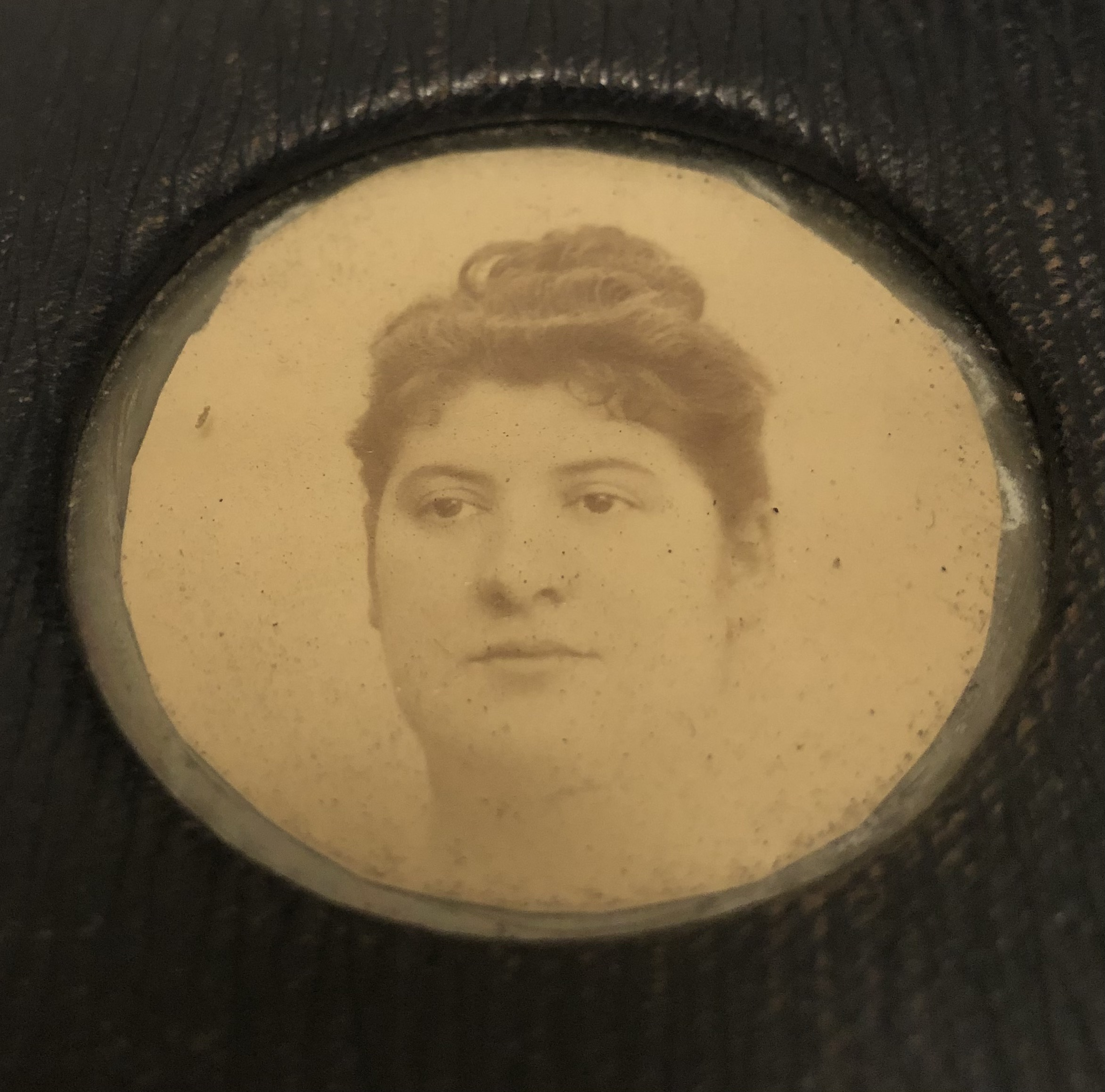
Marthe Delpeuch, née Mühlbacher

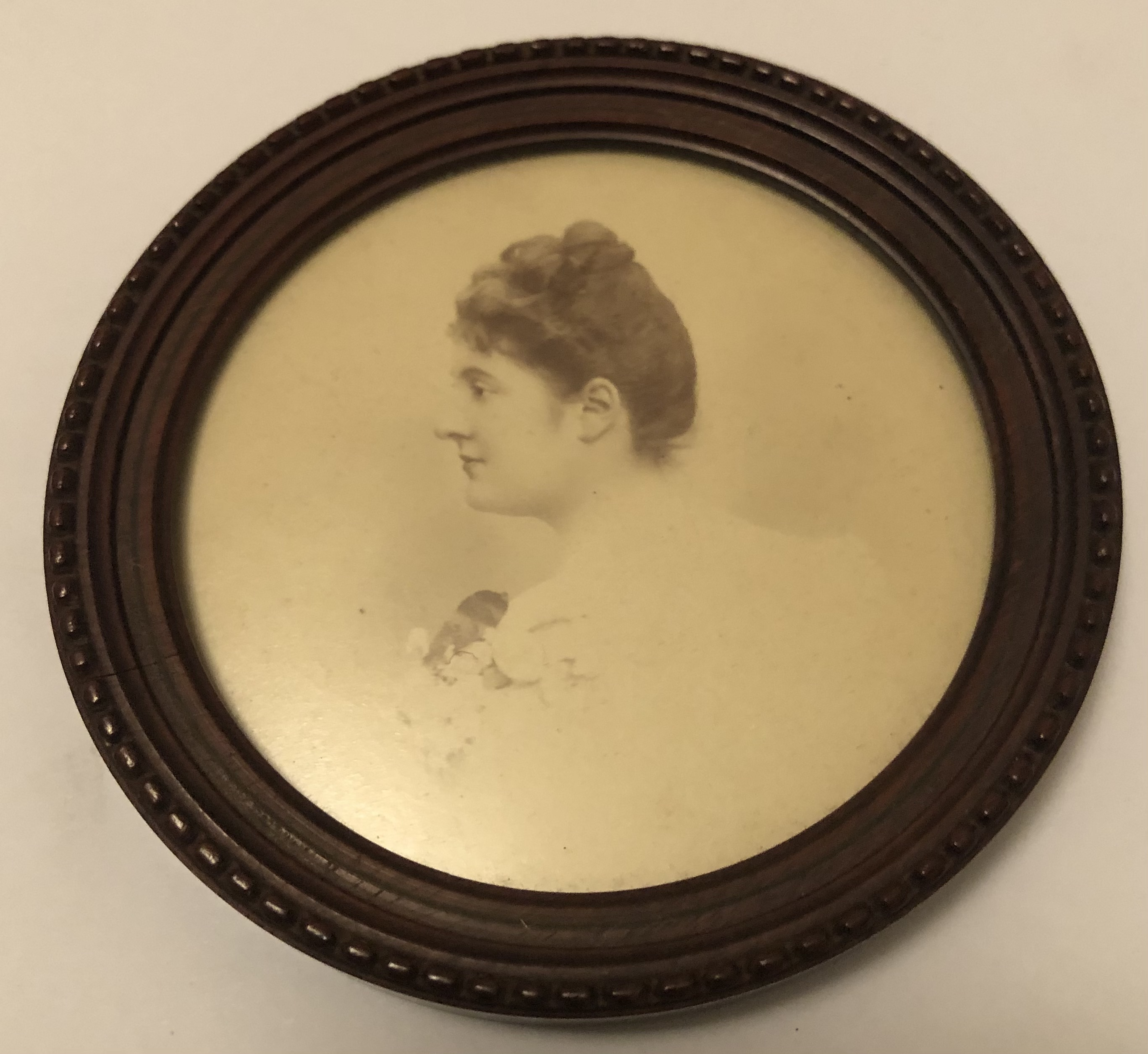
Marthe Delpeuch, née Mühlbacher

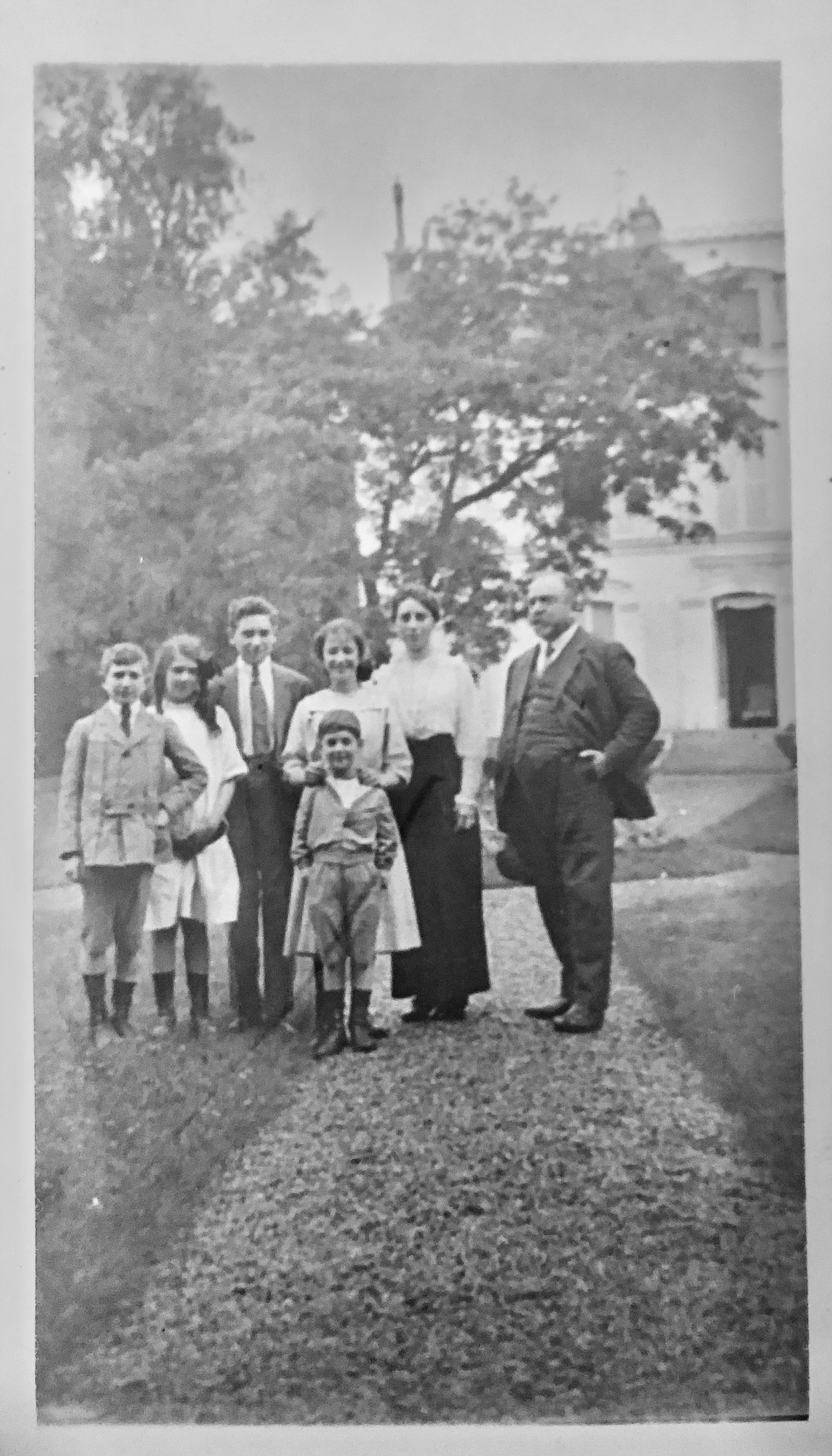
Édouard Delpeuch et ses 6 enfants, dans son jardin de Neuilly-Sur-Seine, en juillet 1914. De droite à gauche : Édouard Delpeuch, Madeleine, Françoise, devant son frère Jean, Pierre, Catherine, Jacques.

- Jean Delpeuch (1907-1965)

## Témoignages
Voici le portrait que fait Hubert Bourgin d’Édouard Delpeuch en 1938:
"De ces honnêtes, de ces purs normaliens, de ces Athéniens de la république polie, je n'en n'ai connu qu'un, après la Guerre.
C'était un survivant, un témoin d'une époque évanouie, celle de la République libérale, patriotique, académique et diserte, celle où le régime s'organisait en mettant en pratique les institutions qui devaient fatalement l'incliner puis le pousser et le précipiter à l'effroyable et trop ressemblante caricature de lui-même.
La figure d’Édouard Delpeuch (promotion 1879) est une figure typique et historique, en dépit de l'effacement où elle a disparu, et auquel elle semblait vouée.
Quand je fis sa connaissance en 1919, il n'appartenait plus au Parlement. Il avait été député et sous-secrétaire d’État. Il pouvait apparaître comme la preuve vivante qu'on pouvait, dans ce temps-là, faire partie de la Chambre, ou du Sénat, et du gouvernement, sans perdre ses qualités d'esprit ni ses forces morales. Il pouvait aussi suggérer l'opinion confirmée par bien d'autres indices, que ces qualités et ces forces ne restent pas longtemps compatibles avec l'exercice du mandat législatif et du pouvoir gouvernemental, et qu'on est exposé, un jour ou l'autre, au risque d'avoir à choisir entre ceci et cela.
Pour sa part, il avait choisi.
Il était resté honnête homme et galant homme. Il était resté universitaire et normalien. Il avait même conservé la coupe de figure et l'allure de ses camarades de l’École et de l'Université.
Il était blond, il avait le teint clair, les yeux lumineux et doux, la bouche fine et aimable, le geste mesuré et la démarche calme. Toute sa personne exprimait la courtoisie et la bonté. Il avait une exquise aménité, une distinction affable, et la parfaite simplicité de manières et de langage à laquelle prédispose une nature sincère, et que confirme une forte culture. Édouard Delpeuch était un lettré raffiné, à la fois savant et connaisseur. Il ne faisait jamais étalage de son érudition littéraire et il n'en prodiguait pas les trésors; mais ceux qui avaient mérité sa sympathie et sa confiance n'étaient pas privés des plaisirs délicats que sa conversation et sa mémoire fidèle réservaient à ses intimes. Il avait gardé pendant toutes ses années d'activité politique, plus propice à d'autres jeux, toute la fraicheur de ses impressions et toute l'ardeur de ses goûts, comme il avait gardé sa probité, sa pudeur, et tout cet assemblage de qualités aristocratiques et de vertus bourgeoises qui devraient continuer à distinguer les hommes parvenus à l'honneur de gouverner la France, et qui sont devenus quasi incompatibles avec l'exercice du pouvoir dans la démocratie.
Édouard Delpeuch avait donc tout naturellement été éliminé par des mœurs, des pratiques, des conceptions, des besoins qui n'étaient pas de l'ordre des siens. Pour tenir contre cette boueuse marée montante, il lui aurait fallu une énergie, un entêtement, une violence même et une brutalité contraire à sa nature et son éducation.
Il a donc, après tant d'autres, sinon faibli, du moins cédé, devant l'assaut d'ambitions dépourvues des scrupules qu'il conservait et armées de moyens qu'il n'eût jamais consenti à employer.
Ainsi faisait-il figure de retraité, d'homme politique retiré des affaires, ou mis en disponibilité, à titre définitif ; et il mettait avec bonne grâce son expérience, son jugement, le reste constamment amoindri de son influence, à la disposition des associations qui croyaient encore utile d'y recourir.
À l'époque où je fis sa connaissance, il exerçait cette fonction de conseiller bénévole, [...], à l'Alliance démocratique, dont il était vice-président, et au Bloc National Républicain, où il la représentait en cette qualité. L'Alliance démocratique jouait alors son rôle habituel de comité électoral de rassemblement et d'arbitrage, placé au centre des partis parlementaires, et orienté à gauche. Au temps de l'affaire Dreyfus, elle avait servi à la formation du Bloc de Défense et d'Action républicaines qui s'était parlementairement réalisé dans le ministère Waldeck-Rousseau, si fortement incliné à gauche qu'il allait bientôt céder la place, préparée par lui, au Combisme. En 1919 elle hésitait à concourir à la formation du Bloc National Républicain, qui, sous la direction de M. Alexandre Millerand, s'orientait à droite."
"Le pragmatisme de combinaisons auquel s'est réduite la doctrine de notre République et de notre École, excluait de ses opérations, écartait de ses voies, d'abord avec des respects et des égards, puis avec du sans-gêne, enfin avec des brutalités et des violences, les hommes qui, comme Édouard Delpeuch, avaient cru pouvoir conserver dans la politique les convenances de mœurs, les raffinements de compréhension, les scrupules de probité qu'ils devaient à leur nature et à leur éducation. Non, ces conservateurs de bon aloi n'avaient plus leur place parmi les hommes nouveaux, des maquignons, des mercantis, des incultes, des larrons, ou des habiles, ni parmi les vieux hommes qui, pires que les autres, et plus méprisables encore, se mettaient, pour n'être pas rejetés, au goût du jour. Ou bien ils disparaissaient sans mot dire, avec une parfaite dignité, en galants hommes; ou bien ils se résignaient à entrer dans le nouveau jeu de la démagogie, sans consentir à en partager les gains, et en combattant à leur manière les démagogues, c'est-à-dire en opposant à la violence la douceur, à l'insolence la courtoisie, au sectarisme la tolérance, aux abus les protestations du droit et de l'éloquence, à la tyrannie une noble et muette indignation. Du moment qu'on renonce à la vraie bataille, la première méthode est encore la meilleure : c'est celle qu'Édouard Delpeuch a préférée. Le régime qu'il avait rêvé, et même pratiqué, était impossible : il nous laisse le regret de généreuses illusions."

## Sources
- « Édouard Delpeuch », dans le Dictionnaire des parlementaires français (1889-1940), sous la direction de Jean Jolly, PUF, 1960 [détail de l’édition]
- Dossier d'admission au grade d'officier de la légion d'honneur : http://www2.culture.gouv.fr/LH/LH146/PG/FRDAFAN84_O19800035v0524650.htm
- Description de la mosaïque inaugurale du musée du Bardo : http://sharinghistory.museumwnf.org/database_item.php?id=object;AWE;tn;52;fr
- Vie du père Léon Delpeuch, oblat : https://www.omiworld.org/fr/lemma/delpeuch-leon-fr/